# Jane Dudley
Jane Dudley, död 1555, var en engelsk hovfunktionär.
Hon var hovdam till Englands drottning Anna av Kleve. Hon tillhörde den hovkrets som under processen mot Anne Askew 1545-46 misstänktes för medbrottslighet. 
Hon var dotter till Edward Guildford och Eleanor West, och gift med John Dudley, 1:e hertig av Northumberland, mor till Lord Guildford Dudley och Robert Dudley, earl av Leicester och svärmor till drottning Jane Grey. 
Hon blev svärmor till drottning Jane Grey, som hennes make placerade på tronen 1553. Jane Grey besegrades av Maria I av England, som lät avrätta Jane Dudley make, son och svärdotter Jane Grey. Maria I konfiskerade familjen Greys egendom i juli 1553, men lät änkan Jane Dudley behålla sina personliga ägodelar och rätten att bo i familjens hus i London, där hon avled. 